# Mikrokontroler PIC
PIC (ang. Peripheral Interface Controller) – rodzina mikrokontrolerów typu RISC produkowana przez firmę Microchip Technology. Rodzina ta wywodzi się z 8-bitowego mikrokontrolera PIC1650 zaprojektowanego pierwotnie przez firmę General Instrument.

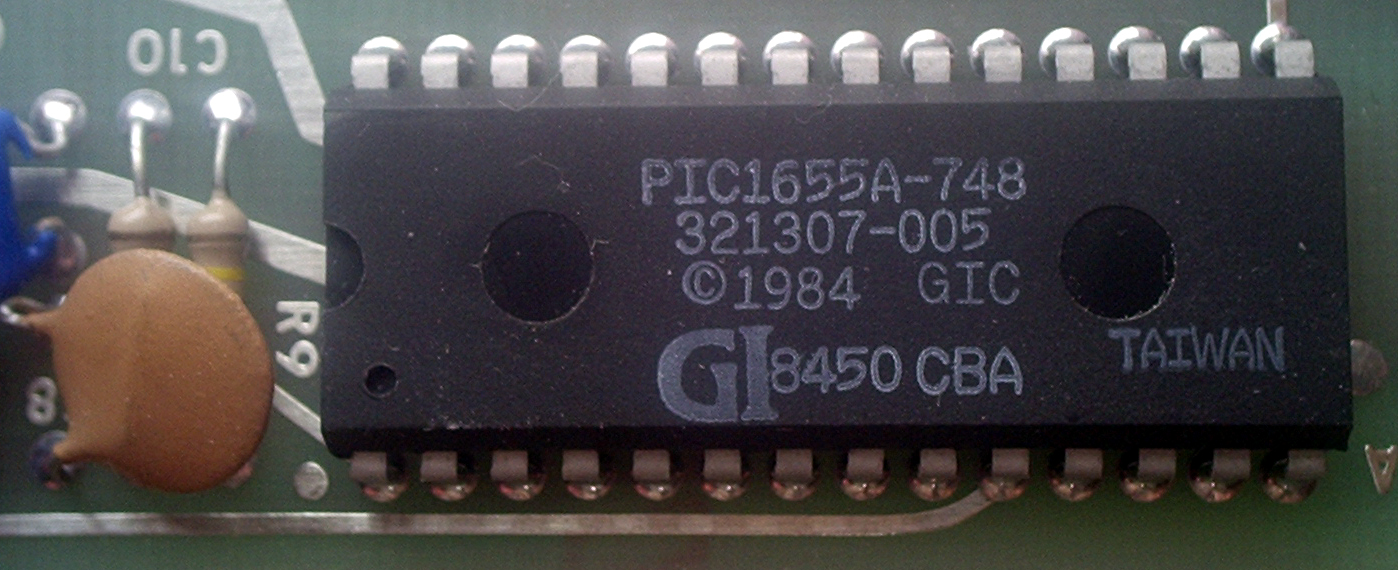

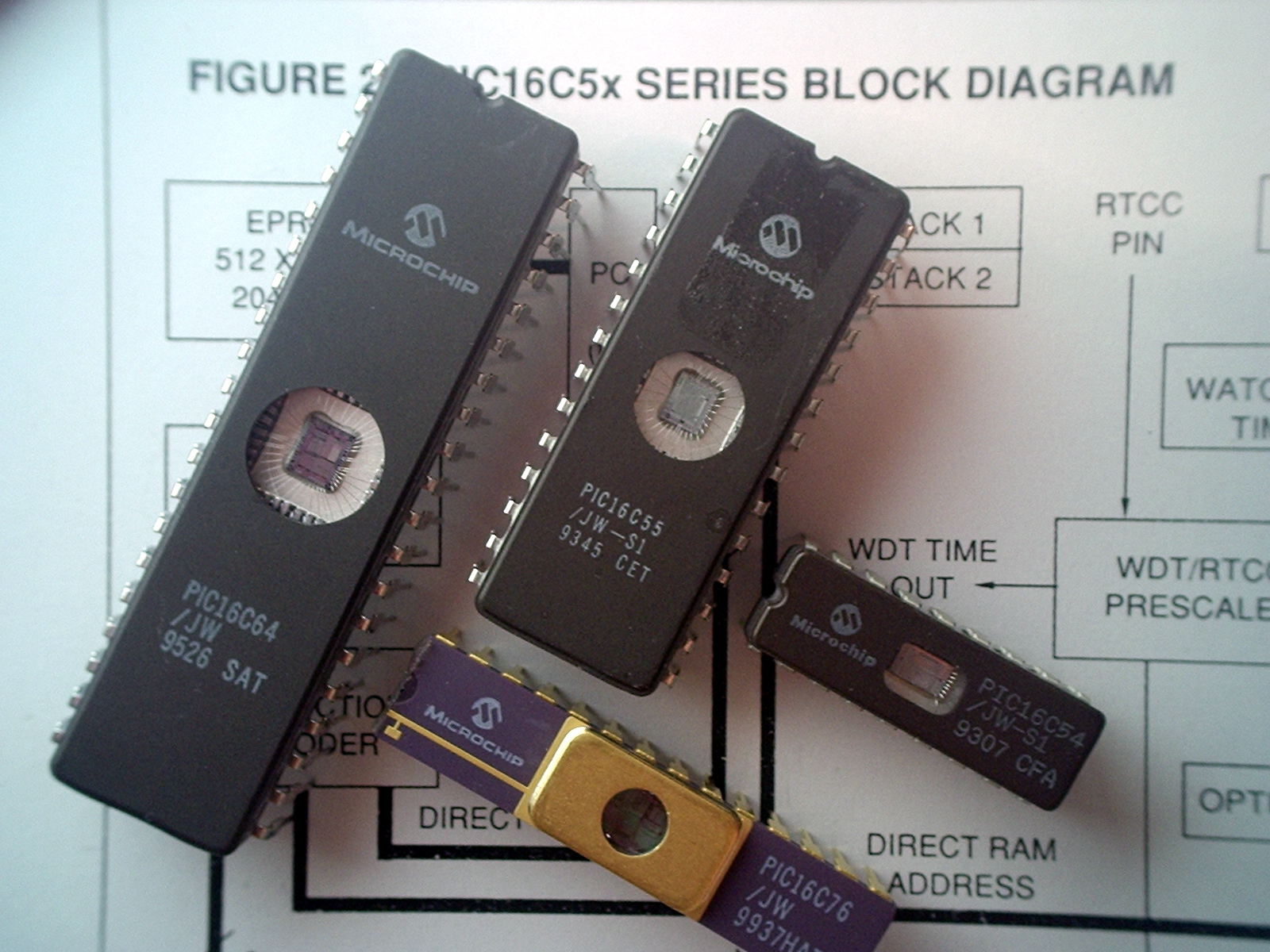

Firma Microchip zamiast akronimu PIC używa nazwy PICmicro. Początkowo akronim PIC oznaczał "Programmable Interface Controller", a obecnie oznacza "Programmable Intelligent Computer".

## Dostępne wersje
8-bitowe mikrokontrolery PIC
- PIC10
- PIC12
- PIC14
- PIC16
- PIC17
- PIC18

16-bitowe mikrokontrolery PIC24
- PIC24F
- PIC24H

16-bitowe mikrokontrolery dsPIC (ang. digital signalling PIC)
- dsPIC30F
- dsPIC33F

32-bitowe mikrokontrolery PIC32
- PIC32MX